# Segundo Gabinete Al-Thani
O Segundo Gabinete de Abdullah Al-Thani é o governo provisório líbio liderado por Abdallah al-Thani que foi aprovado em 22 de setembro de 2014 pela Assembleia de Representantes democraticamente eleita da Líbia. O Tribunal Supremo líbio decidiu em 6 de novembro de 2014 que o gabinete era "inconstitucional". O primeiro-ministro Al-Thani e seu governo apresentaram a renúncia em 13 de setembro de 2020 em resposta aos protestos líbios de 2020. No contexto da Guerra Civil Líbia, o Segundo Gabinete Al-Thani era geralmente referido como o "governo de Tobruque".